# راشلی بوکانان
راشلی بوکانان (انگلیسی: Rushlee Buchanan؛ زادهٔ ۲۰ ژانویهٔ ۱۹۸۸) دوچرخه‌سوار اهل نیوزیلند است.
وی در مسابقات کشوری و بین‌المللی در مجموع برندهٔ ۱ مدال نقره، ۴ مدال برنز شده‌است.